# Ștefan Ardeleanu
Ștefan Ardeleanu (né en 1940 à Satu Mare) est un escrimeur roumain pratiquant le fleuret.
Il remporte la médaille d’or et deux de bronze lors des Championnats du monde.
C’est le mari de Suzana Ardeleanu, également escrimeuse.